# Ochrocalliope
Ochrocalliope is een geslacht van vlinders van de familie tandvlinders (Notodontidae), uit de onderfamilie Notodontinae.

## Soorten
- O. dubiefae Viette, 1978
- O. grandidierianum (Viette, 1954)
- O. mediobrunnea (Kiriakoff, 1960)
- O. sambava Kiriakoff, 1963
- O. viettei Kiriakoff, 1958